# Długopole-Zdrój (przystanek kolejowy)
Długopole-Zdrój – przystanek osobowy w miejscowości Długopole-Zdrój, w województwie dolnośląskim, w Polsce. Przystanek położony jest przy południowym wylocie tunelu.

## Ruch pasażerski
| Rok  | Wymiana pasażerska na dobę |
| ---- | -------------------------- |
| 2017 | 50-99                      |
| 2022 | 50-99                      |

## Galeria

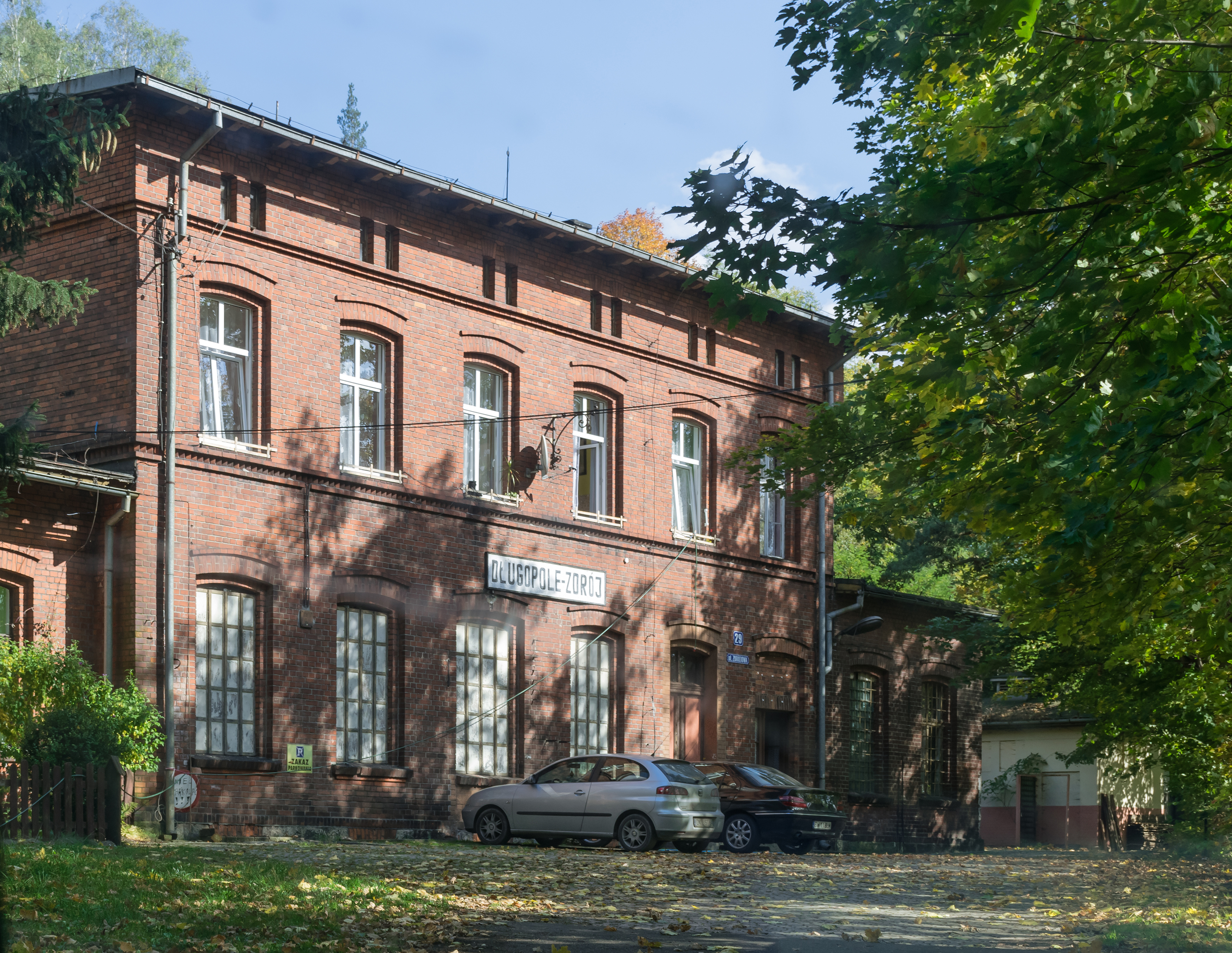
Budynek przystanku
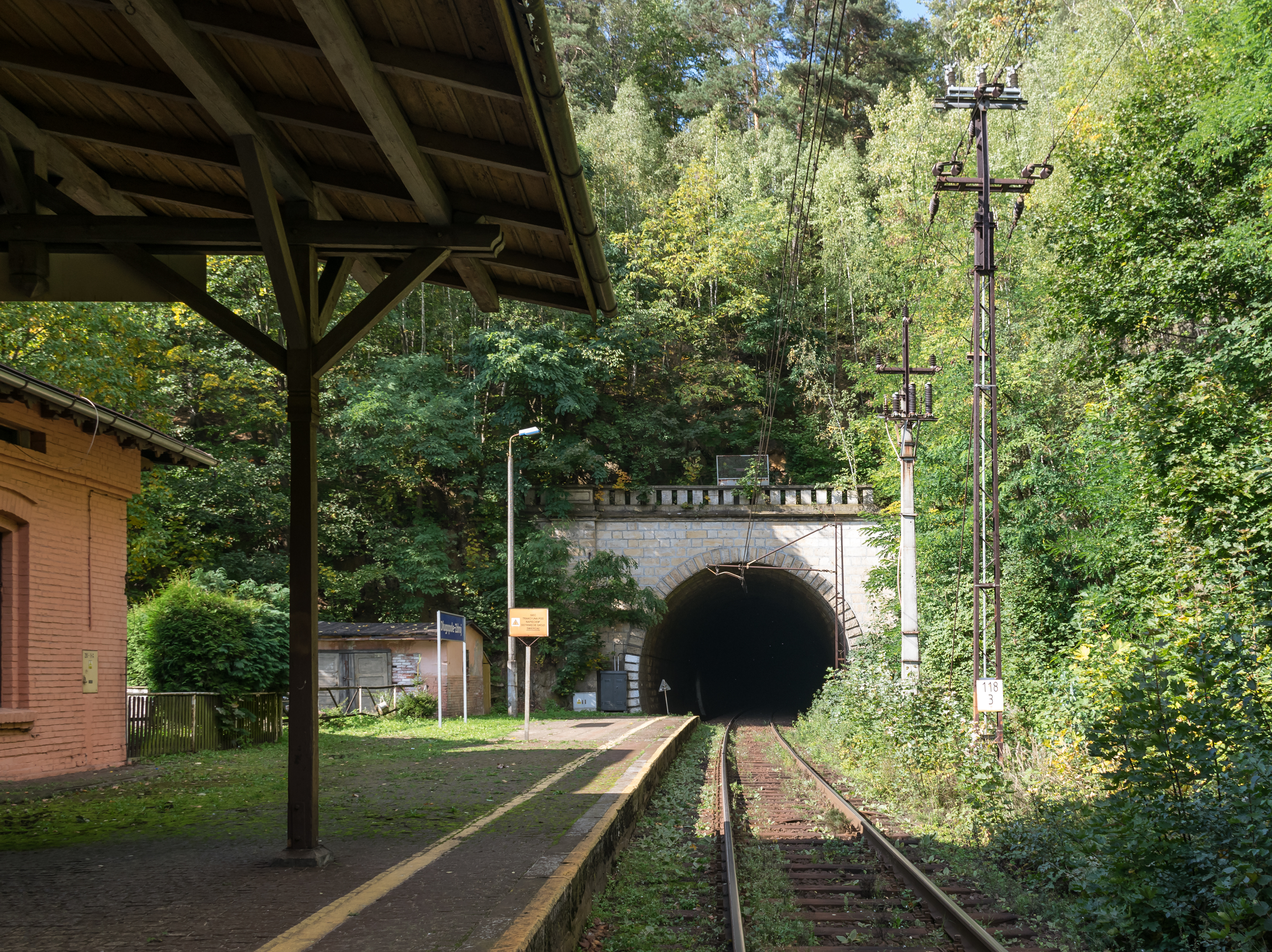
Południowy wylot tunelu
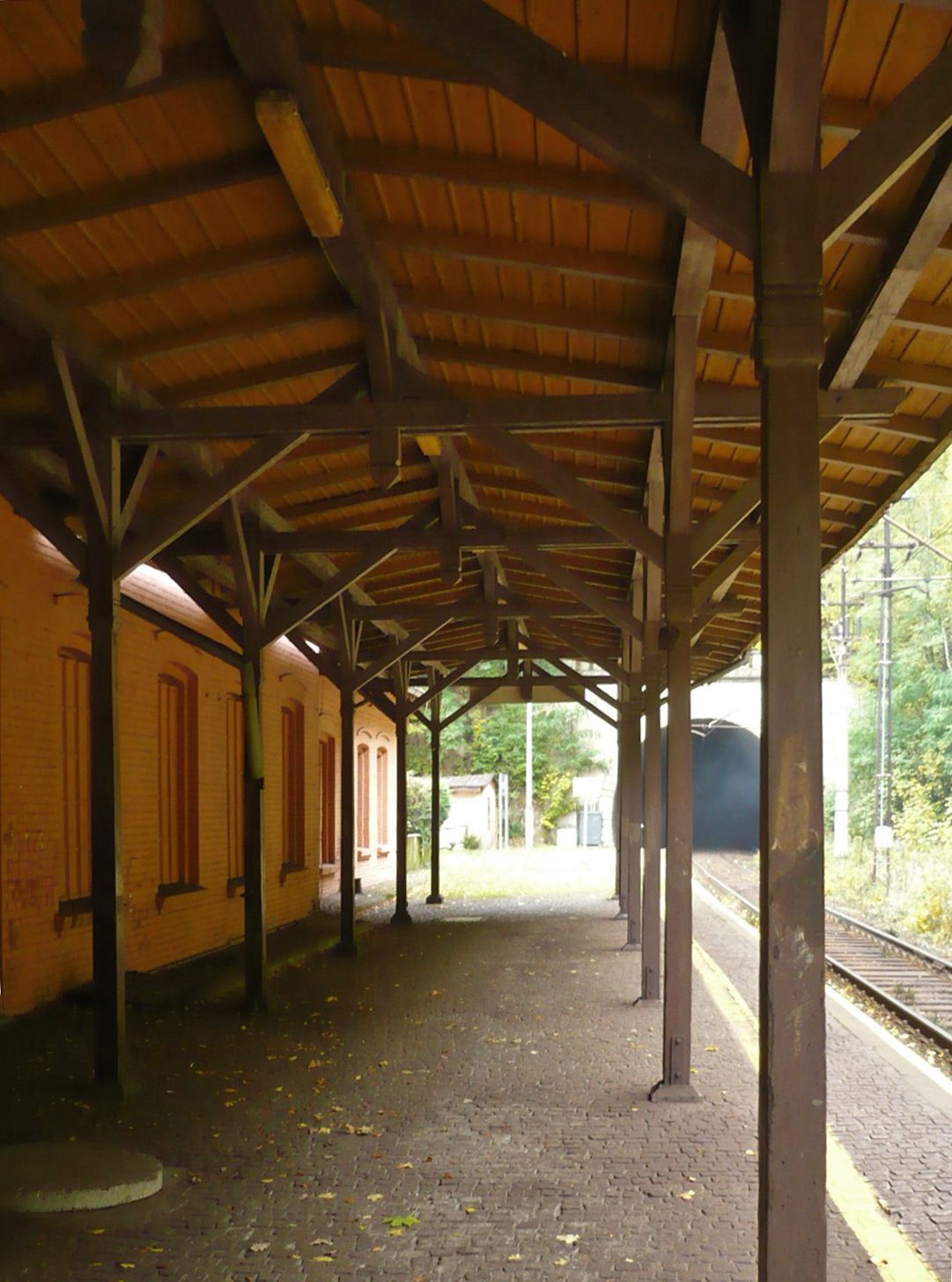
Peron